# Pietrar răsăritean
Pietrarul răsăritean (Oenanthe isabellina) este o pasăre din categoria păsărilor-pietrar, din familia Muscicapidae. Este o pasăre insectivoră migratoare. Cuibărește pe câmpiile cu iarbă scurtă, sau pe pante, în climate calde, uscate, precum cele situate la limia dintre stepele naturale și zonele semideșertice. Se reproduce în sudul Rusiei și Asia Centrală până în nordul Pakistanului, iernând în Africa și nord-vestul Indiei. Apare ocazional în Europa.

## Etimologie
Numele specific isabellina provine din latinescul isabellinus pentru „galben-cenușiu”, și se referă probabil la Isabela I a Castiliei, despre care se spune că ar fi promis că nu își va schimba lenjeria până când Spania va fi eliberată de mauri. Numele genului, Oenanthe, este, de asemenea, numele unui gen de plante, și este derivat din grecescul ainos „vin” și anthos „floare”, de la parfumul florii. În cazul pietrarului, se referă la întoarcerea păsărilor primăvara în Grecia, când înflorește vița de vie înflorește.

## Descriere

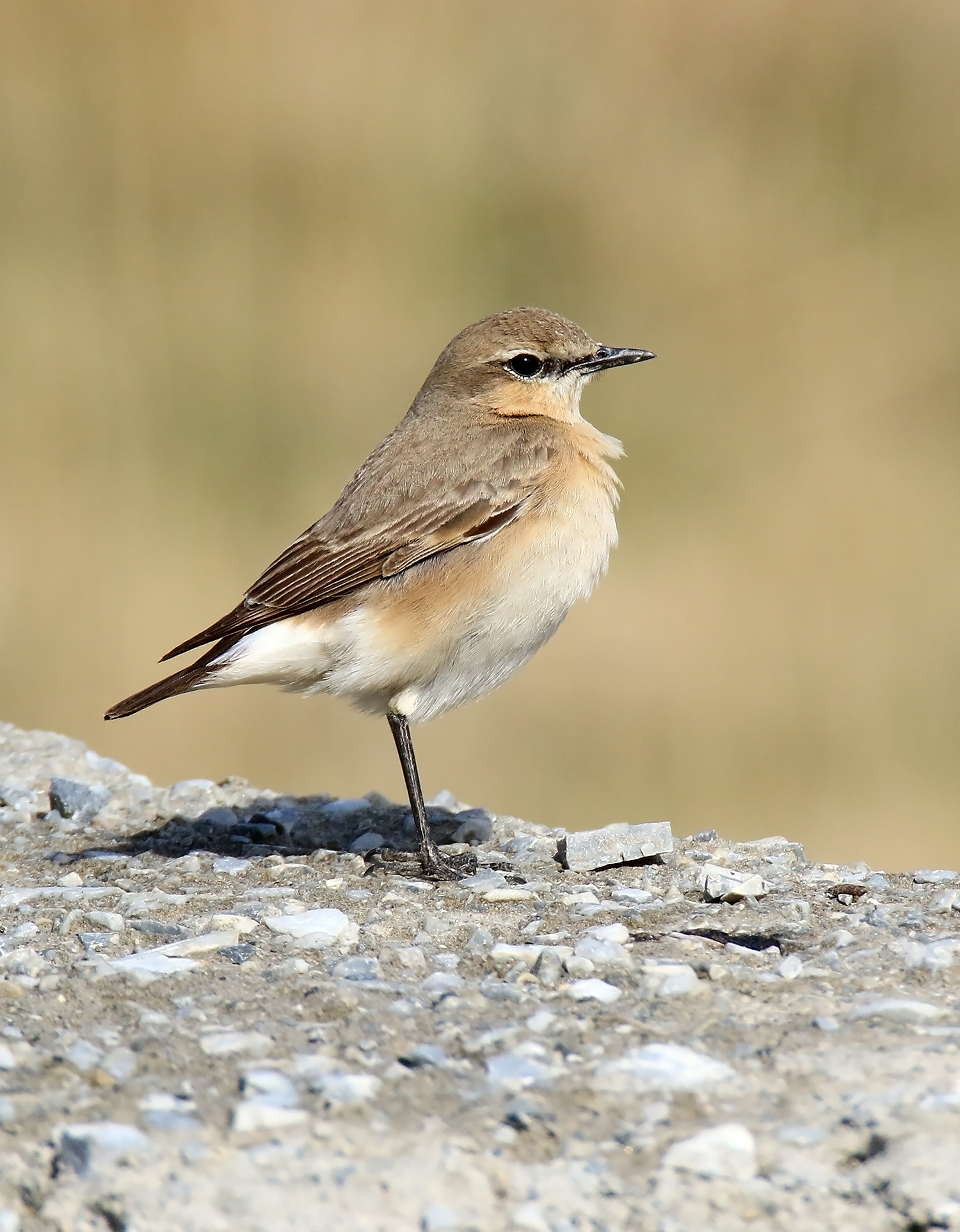
Oenanthe isabellina

Este ușor mai mare decât pietrarul sur, având o lungime de 16,5 centimetri, cu aripile și coada ceva mai mici, adesea adoptând o poziție mai ridicată, cu gâtul mai întins. Părțile superioare sunt de un maro-nisipiu deschis, cu o nuanță isabelină (isabeline este de culoare cenușiu-galben deschis, căpriu, maro-crem sau pergament). Partea inferioară a spatelui este isabelină, iar târtița și acoperitoarele superioare ale cozii sunt albe. Penele cozii sunt de culoare maro-negru, cu o margine îngustă și vârful de culoarea ocru deschis și o bază mare albă.
Pietrarul răsăritean are o dungă alb-crem deasupra ochilor, iar acoperitoarele urechilor sunt maro deschis. Bărbia este crem pal, iar gâtul este ocru deschis. Pieptul este nisipos sau isabeline, iar burta alb-crem.  Ciocul și picioarele sunt negre, iar irișii sunt maro. Penajul năpârlește de două ori pe an, având loc o năpârlire completă la sfârșitul verii și o năpârlire parțială a penelor corpului la mijlocul iernii.
Sunetul este ascuțit, cip, iar uneori emite un fluier puternic. Cântecul a fost descris ca asemănător unei ciocârlii și începe cu un zgomot croncănitor, urmat de diverse fluierături și include mimica vocilor altor păsări.

## Galerie

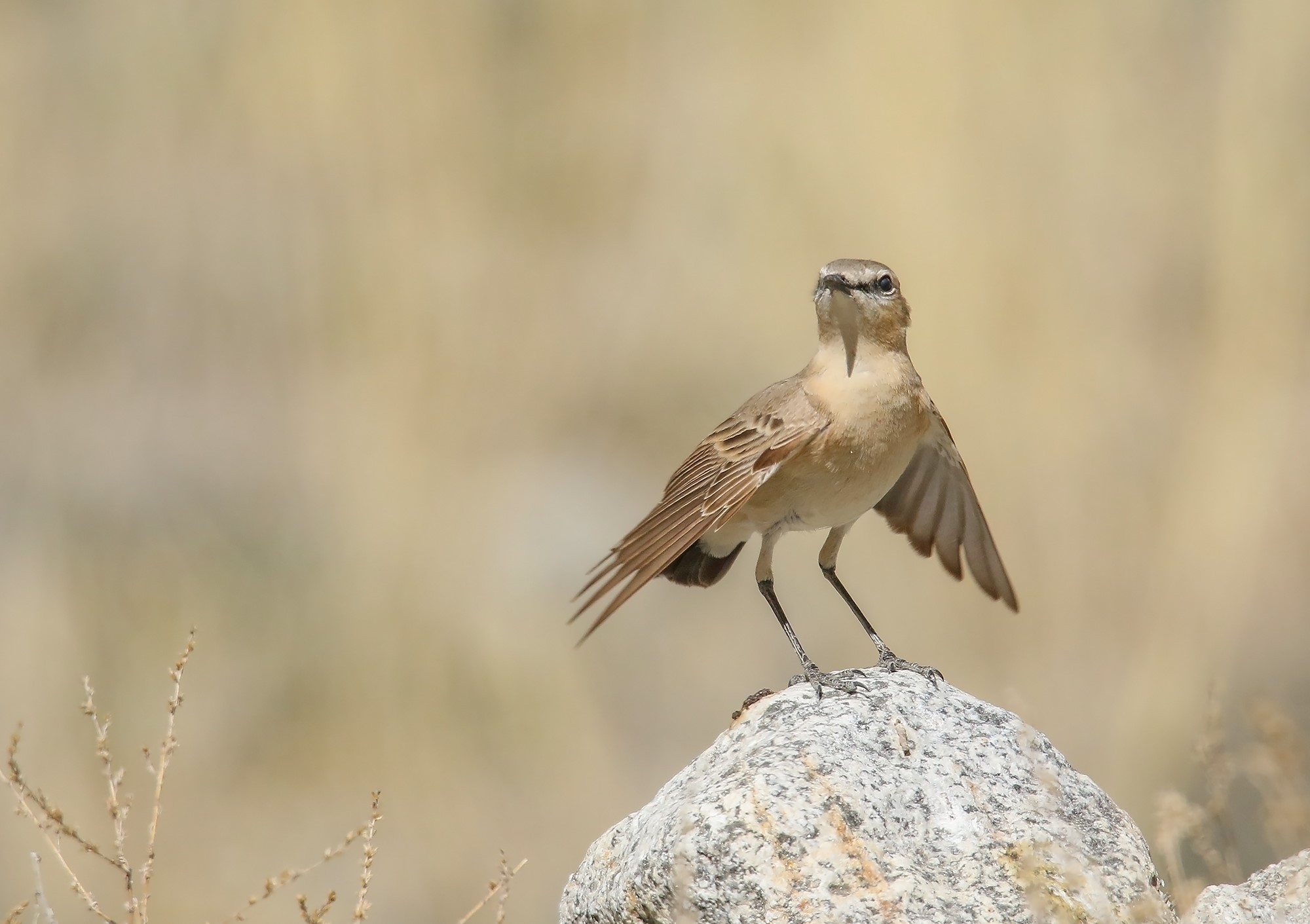
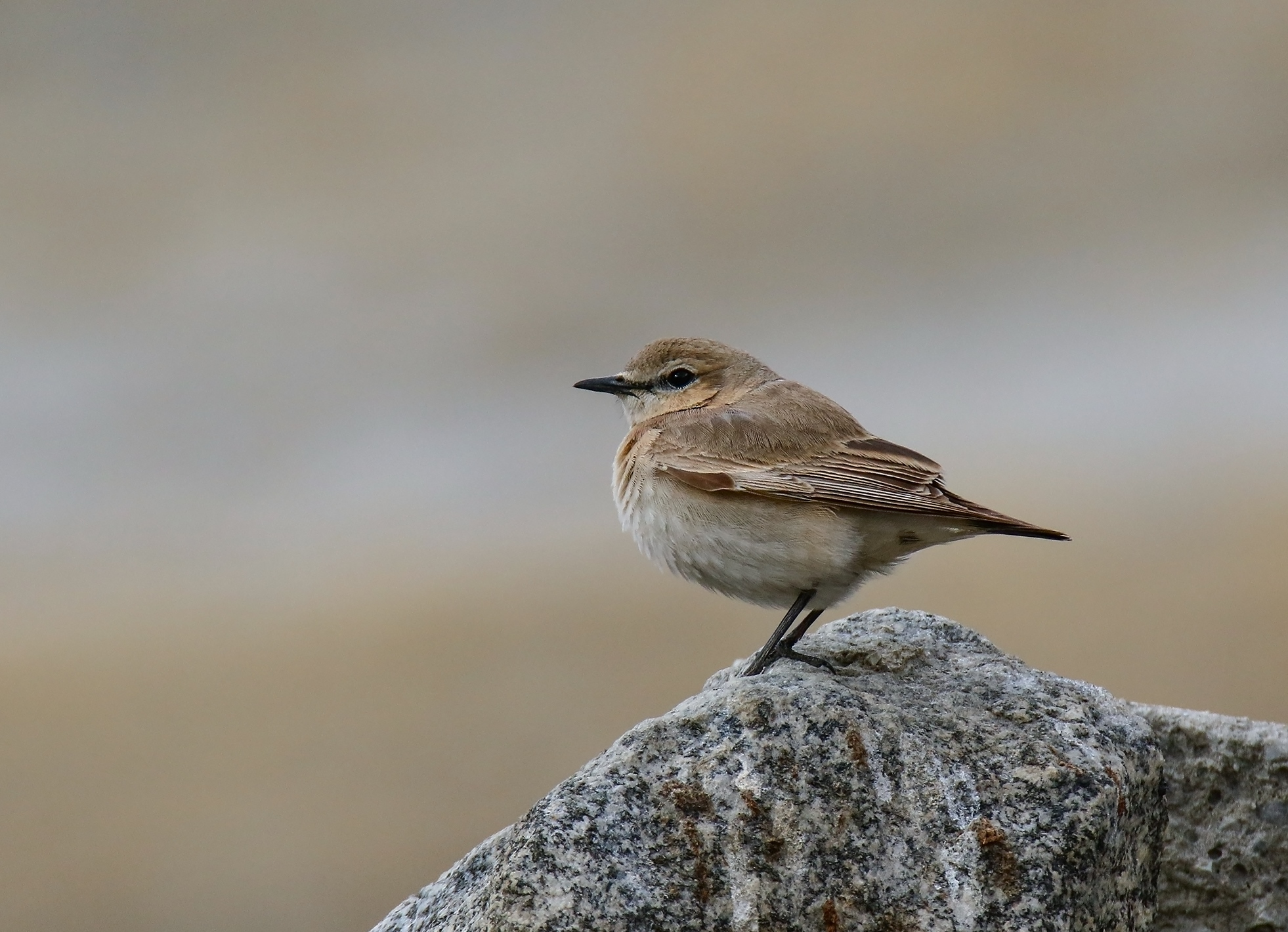
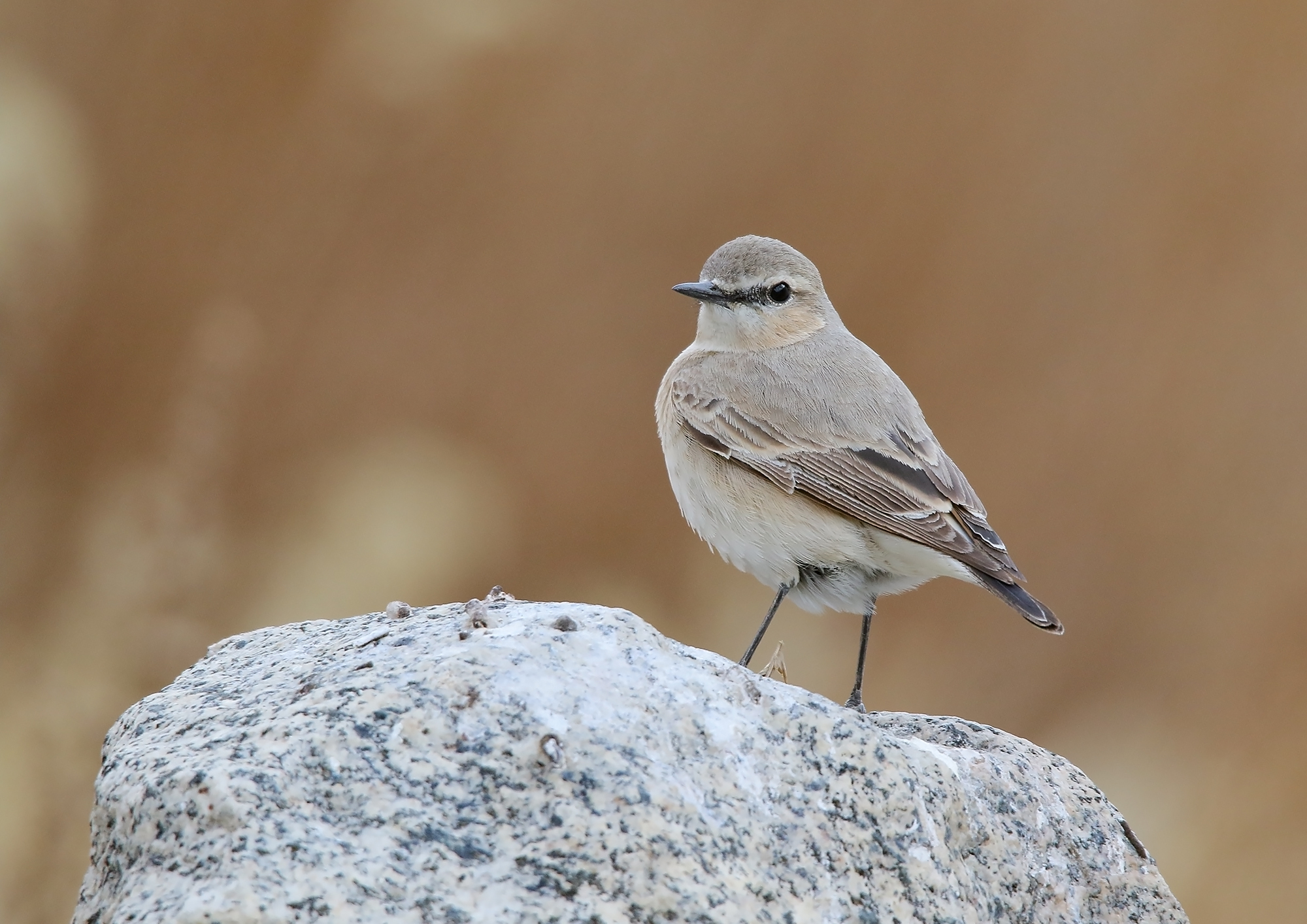
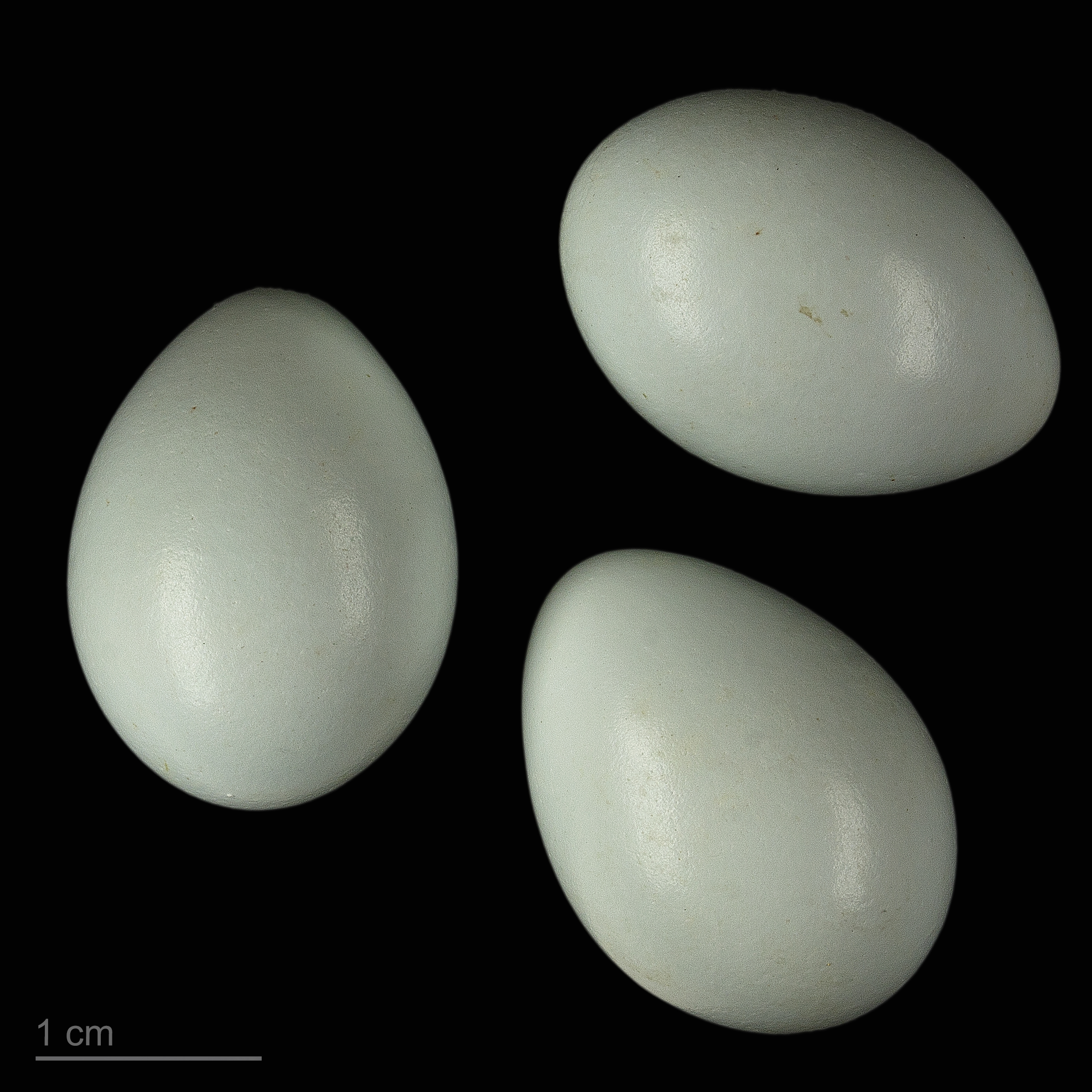
Oenanthe isabellina - MHNT